# 梅列烏茲區

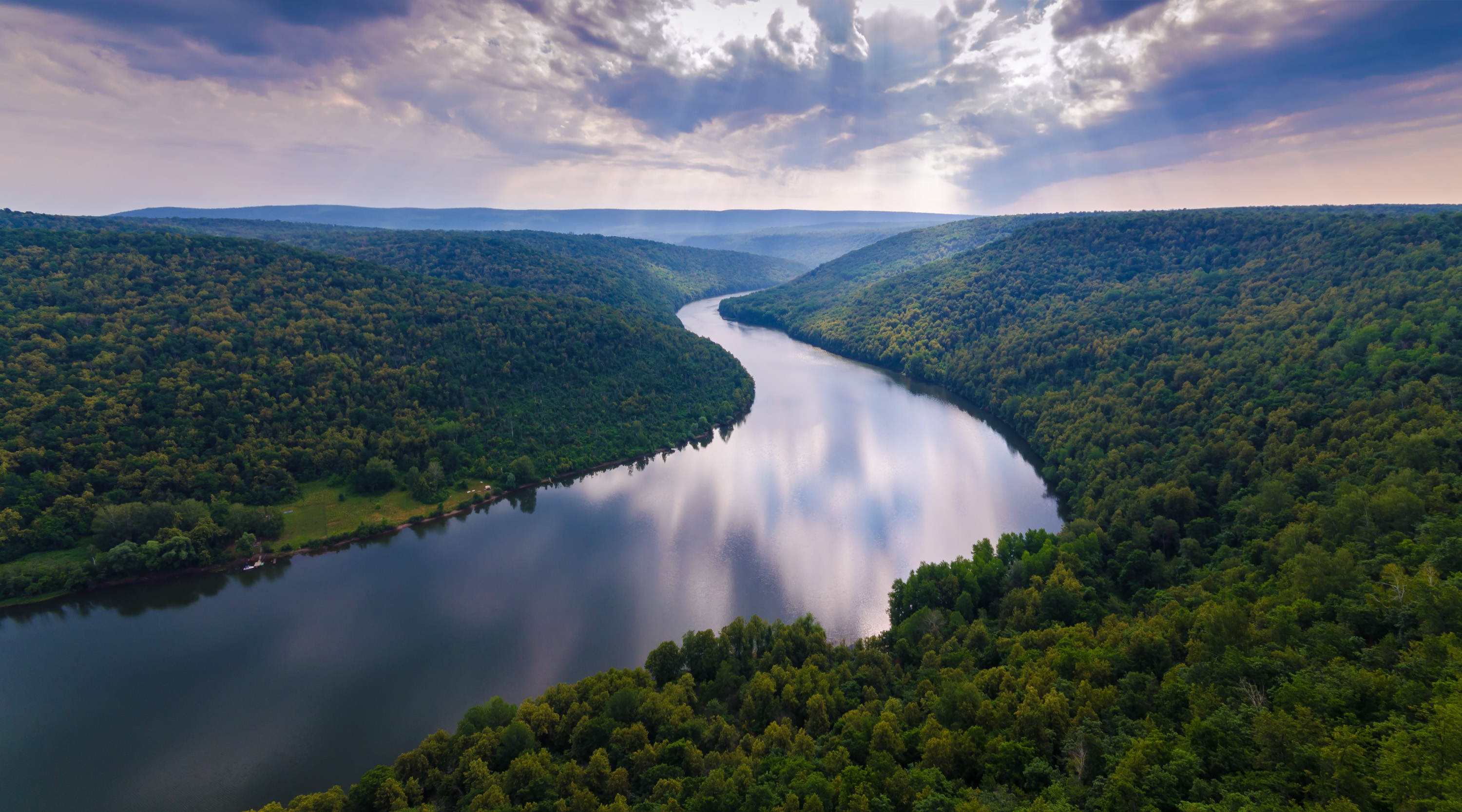

52°57′N 55°56′E / 52.950°N 55.933°E
梅列烏茲區（俄语：Мелеузовский район），是俄羅斯的一個區，位於該國西南部，由巴什科爾托斯坦共和國負責管轄，始建於1930年8月20日，面積3,234平方公里，2010年人口27,159，人口密度每平方公里8.4人。